# Crosita
Genre
Crosita est un genre d'insectes coléoptères de la famille des Chrysomelidae et de la sous-famille des Chrysomelinae.

## Espèces
- Crosita afghanica
- Crosita altaica
- Crosita atasica
- Crosita barkulica
- Crosita bogutensis
- Crosita borochorensis
- Crosita clementzae
- Crosita elegans
- Crosita faldermanni
- Crosita heptapotamica
- Crosita kaszabi
- Crosita kowalewskyi
- Crosita kozlovi
- Crosita matronula
- Crosita maximovitschi
- Crosita pigra
- Crosita rugulosa
- Crosita urumchiana